# Haimo Hieronymus

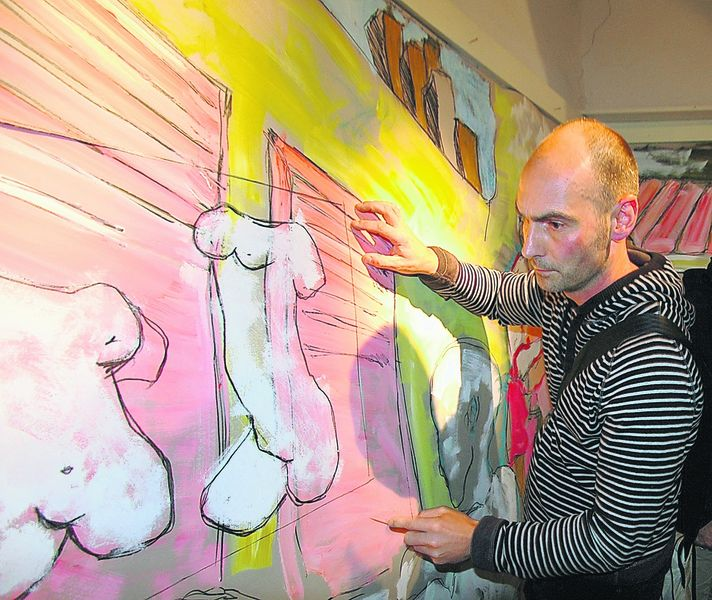
Haimo Hieronymus

Haimo Hieronymus (* 4. Februar 1969 in Neheim-Hüsten) ist ein deutscher Lehrer, Künstler und Schriftsteller.

## Leben und Werk
Von 1990 bis 1997 studierte Haimo Hieronymus Kunst in Siegen. Seit 1997 ist er als freischaffender Künstler tätig und übt Lehrtätigkeiten für Deutsch, Kunst und Literatur am St.-Ursula-Gymnasium (Arnsberg) aus. Künstlerische Arbeitsgebiete umfassen Malerei, Collage, Holzschnitt, Objekt, Installation, Performance und Radierung. Darüber hinaus ediert, gestaltet und publiziert er in der Edition Das Labor Künstlerbücher, mit denen er regelmäßig auf Kunstmessen in Borken, Doetinchem, Düsseldorf, Enschede, Mainz, Nizza, Salzburg, und Siegen präsent ist. Seit 1995 ist er Mitglied der Ateliergemeinschaft Der Bogen. Neben der Tätigkeit als Künstler verfasst Hieronymus Gedichte und Erzählungen.
Haimo Hieronymus lebt in Neheim.

## Einzel- und Gruppenausstellungen (Auswahl)
- 1998: kunstkubus Hannover
- 2000: Kunstverein Dorsten
- 2001: Stichting Freriks Museum Winterswijk NL
- 2007: Kunstverein Emmerich
- 2010: 3:e Våningen Göteborg SW
- 2011: Kunstverein Linz
- 2012: dortmunder U Dortmund
- 2012: Kunstverein Dortmund
- 2013: Kunsthalle am Hamburger Platz Berlin
- 2014: Werkstattgalerie DER BOGEN Arnsberg
- 2015: Super Speed Art Exhibition Tour durch 30 deutsche Städte
- 2016: Partiale, Siegen (mit Katalog)

## Kataloge (Auswahl)
- Un Art (1992).
- Kunst im alten Brauhaus (1992).
- Nichtausschließlich (1994).
- Der Bogen bei Thorn (1997).
- Dialog (2000).
- Interim (2003).
- Idole und Movi – running cologne (2006).
- Pictarium (2008).
- Alphabetikon (2014)
- Super Speed Art (2015)
- Partiale, mit A. J. Weigoni

## Einzeltitel (Auswahl)
- In Bewegung, Hoch- und Tiefdruck mit Texten (1995).
- Ich wie irr, Hochdrucke und Texte (1995).
- In Sich, Radierungen und Texte (1997).
- Steinlupe, Radierungen und Texte (1998).
- Die da so rumstehen, Kopierbuch (1998).
- Nein, Nein, fünfzig, Kopierbuch (1998).
- Ich merk nichts, Kopierbuch (1998).
- Wörter suchen, Lavierungen und Stempeldrucke (1999).
- mit A. J. Weigoni: Unbehaust, Holzschnitt und Typografie (2003).
- mit A. J. Weigoni: Faszikel, Radierung und Typografie (2004).
- durch das Tagblau, Cyanotypien und Gedichte (2006).
- mit A. J. Weigoni: Idole, Tiefdruck und Typografie (2007).
- Aquatik, Holzschnitt und Laserdruck (2011).
- mit A. J. Weigoni: Prægnarien, Prägedruck und Laserdruck (2011).
- Die Angst perfekter Schwiegersöhne Erzählungen (2011).[2]
- Unerhörte Möglichkeiten Kurznovellen (2012).
- Genehmigt Zeitschrift (2014).
- Gezeitengespräch mit Karl Hosse (2014).
- Über Heblichkeiten, Floskeln und andere Ausrutscher, aus den Notizbüchern von Herrn Nipp, Edition Das Labor, Mülheim 2017.
- Zyklop I (2018).
- 2024: Wiederbelebungsmasznahme, ein Langstreckenpoem von A.J. Weigoni mit Rotationen von Haimo Hieronymus. Edition das Labor 2024

## Auszeichnungen (Auswahl)
- 1998: Römerturm-Grafikpreis der Grafikbiennale Hannover
- 2002: Das Hungertuch (Künstlerpreis)[3]
- 2003: Kulturpreis HSK